# Zalaköveskút
Zalaköveskút község Zala vármegyében, a Keszthelyi járásban.

## Fekvése
Zalaköveskút a Zalai-dombság keleti felén, a Zalavári-hát dombjai közt elrejtve, a Zala folyótól pár kilométerre keletre fekszik. Északról a Zalaszentlászló-Gyülevészt a Karmacs és Vindornyaszőlős közt húzódó 7331-es úttal összekötő, 7336-os számú útról közelíthető meg, a 73 181-es számú mellékúton letérve. Déli irányból Nemesbükön át, egy önkormányzati úton Hévíz felől is elérhető.
Keszthellyel és Zalaszentgróttal napi egy-egy közvetlen autóbusz járat köti össze. Hétköznap három, hétvégén egy további járat a településtől másfél kilométerre áll meg.

## Története
Zalaköveskút első említése 1408-ból való. A 15. század során csak a Köveskúti nemes család tagjai és jobbágyaik voltak a lakói. 1572-ben, a török támadása után a jobbágyok elhagyták a települést, azonban a nemesek nem költöztek el a faluból. A 17. században újabb nemesi családok (Ácsok, Balassák, Forintosok) is megjelentek a birtokosok között. A 18. században a nemesek száma fogyott, s közben egyre több zsellér választotta lakhelyéül a községet. Azonban komolyabban nem nőtt a település lakossága, mivel a környező földek kevéssé voltak alkalmasak a földművelésre, de még a szőlő is nehezen termett meg.
Zalaköveskút 1930 és 1936 között Nemesbük része volt.
A 20. században a lakosságszám drasztikusan csökkent, főleg az 1970-es évek után. Így mára a település egyike a legkisebb magyarországi településeknek. A lakosság elöregedett, és a kisebb infrastrukturális beruházások ellenére nem vált vonzóvá a település a fiatalok számára, elsősorban elzártsága miatt.

## Közélete

### Polgármesterei
- 1990–1994: Tolnai István (független)[4]
- 1994–1998: Tolnai István (független)[5]
- 1998–2002: Tolnai István (független)[6]
- 2002–2006: Tolnai István (független)[7]
- 2006–2010: Tolnai István (független)[8]
- 2010–2014: Tolnai István (független)[9]
- 2014–2019: Tolnai István (független)[10]
- 2019–2022: Tolnai István (független)[11]
- 2022–2024: Hollós Mónika (független)[12]
- 2024– : Hollós Mónika (független)[1]

A településen 2022. június 26-án időközi polgármester-választást kellett tartani, mert a korábbi polgármester 2022. február 14-én elhunyt. A 36 választásra jogosult lakossal bíró törpefalu időközi választása lényegében tét nélkül zajlott, mert csak egyetlen jelölt indult a polgármesteri tisztségért (rá a lakosoknak pont kétharmada szavazott érvényesen).

## Népesség
A település népességének változása:
| Lakosok száma | 27   | 26   | 24   | 33   | 41   | 41   | 40   |
|               | 2013 | 2014 | 2015 | 2021 | 2022 | 2023 | 2024 |

A 2011-es népszámlálás idején a nemzetiségi megoszlás a következő volt: magyar 100%. A lakosok 69,5%-a római katolikusnak, 17,4% felekezeten kívülinek vallotta magát (13% nem nyilatkozott).
2022-ben a lakosság 82,9%-a vallotta magát magyarnak, 9,8% németnek, 2,4% ukránnak (9,8% nem nyilatkozott; a kettős identitások miatt a végösszeg nagyobb lehet 100%-nál). Vallásuk szerint 19,5% volt római katolikus, 4,9% református, 4,9% egyéb keresztény, 2,4% egyéb katolikus, 7,3% felekezeten kívüli (58,5% nem válaszolt).

## Nevezetességek
2012-ben avatták fel a falu melletti dombon a Teréz Anya kilátót.

## Külső hivatkozások
- Zalaköveskút, képgaléria